# Aivaras Kiaušas
Aivaras Kiaušas (ur. 19 marca 1980) – koszykarz litewski, występujący na pozycjach rzucającego obrońcy oraz niskiego skrzydłowego.

## Kariera
- 1998/2001 Sakalai Wilno
- 2001/2003 Lietuvos Rytas Wilno
- 2002/2004 Sakalai Wilno
- lipiec 2004 Court Side Pro Camp we Frankfurcie
- 2004/2005 Śląsk Wrocław (koszykówka)  DBL
- 2005/2006 Astoria Bydgoszcz  DBL
- 2006/2007 Sakalai Wilno  (do kwietnia)
  - kwiecień – czerwiec 2007 Gestiberica Vigo
- 2007/2008 Śląsk Wrocław  DBL
- 2008-2010 Howerła Iwano-Frankiwsk

## Sukcesy
- 2001, 2002, 2003, 2004, 2007 – Mecz Gwiazd ligi litewskiej
- 2002
  - ćwierćfinalista Pucharu Saporty
  - Mistrz NEBL
  - zwycięstwo w sezonie zasadniczym ligi litewskiej
  - Mistrz Litwy
- 2003 
  - Wicemistrz Litwy
- 2004
  - półfinalista ligi litewskiej
  - Reprezentacja Litwy
- 2005 
  - Puchar EBL
- 2008
  - brązowy medal PLK
- 2-krotny zwycięzca konkursu wsadów podczas Meczu Gwiazd PLK w (2006, 2008)
- Zwycięzca konkursu wsadów podczas litewskiego Meczu Gwiazd LKL w 2007